# Lophostoma
Lophostoma — рід родини листконосові (Phyllostomidae), ссавець ряду лиликоподібні (Vespertilioniformes, seu Chiroptera).

## Опис
Довжина голови і тіла від 42 до 89 мм, довжина передпліччя між 33 і 56 мм, довжина хвоста від 5 до 22 мм і вага до 39 грамів. Хутро коротке. Колір спинної частини варіюється від сірого до коричнево-сірого, а нижня частина, як правило, світліша. Морда коротка. Вуха великі, округлі і з'єднані в основі тонкою мембраною. Зубна формула: 2/1, 1/1, 2/3, 3/3 = 32.

## Поширення
Населяє Центральну й Південну Америку.